# Petres Kálmán (költő)
Petres Kálmán (Jobbágytelke, 1887. augusztus 4. – Párizs, 1927. május 28. ) erdélyi magyar költő, közíró, szerkesztő.

## Életútja
Középiskolát a marosvásárhelyi Római Katolikus Gimnáziumban (1905), magyar irodalomtörténeti tanulmányokat a kolozsvári egyetemen (1910) végzett. Tanári pályáját régi iskolájában, Marosvásárhelyen kezdte, ahol az internátus aligazgatója is volt, majd Kolozsvárra hívták meg, ahol a Marianum Leánygimnáziumnak 1911-től tanára, 1913–1923 között igazgatója volt. 
Mivel egy kormányrendelet szerint leánygimnáziumnak csak nő lehetett az igazgatója, meg kellett válnia iskolájától. Ekkor kerül a Magyar Néphez szerkesztőnek (1924-26). Az Erdélyi Római Katolikus Státus anyagi támogatásával 1926-ban tanulmányútra indult Párizsba, ahol súlyosan megbetegedett és meghalt. Bebalzsamozott holttestét a Házsongárdi temetőben helyezték örök nyugalomra.

## Munkássága
Már egyetemi éveiben a Szent Imre Egyesület irodalmi osztályának főjegyzője, majd alelnöke. Az Egyesület évkönyveiben jelentek meg népi hangulatú költeményei (Szülőföldem, Székely nóta). Öreg diák köszöntője című versét marosvásárhelyi iskolájának 200 éves jubileumára írta. Versei jelentek meg a Magyar Népben és annak Naptárában, a György Lajos szerkesztette Magyar irodalmi olvasókönyvben (Kolozsvár, 1922) és a Rajka László szerkesztette Szavalókönyvben (Kolozsvár, 1923). Szerelmi dalait (Dal a piros rózsáról, De szeretnék minden este...) meg is zenésítették. Versei „halk hangúak – írja Hegyi Endre –, mély bánatot hordozóak”, s a falujába visszavágyó, városra szakadt ember szomorúságát fejezik ki (Pásztortűz, 1942. 318). Közművelődési tárgyú cikkei a Hírnökben, Pásztortűzben, Zord Időben, a magyarországi Életben jelentek meg.
Költői hagyatékának legnagyobb része kéziratban maradt, ezt rendezte sajtó alá és adta ki bevezetőjével Pellion Ervin Őrszem a Hargitán címmel Marosvásárhelyen 1942-ben. A kötetcímül szolgáló, jelképpé vált verset a Pásztortűz (1927/11) és a Magyar Nép Naptára közölte.
Életében önállóan megjelent egyetlen tanulmánya Az Erdélyi Róm. Kath. Státus reneszánsza. 1866–1894. című kötetben (Dicsőszentmárton, 1925).

### Kötetei
- Egy fejezet a katholikus Erdély történetéből. Az erdélyi róm. kath. státus reneszánsza. 1866–1894; Erzsébet Ny., Dicsoszentmárton, 1925 (Az erdélyi katholicizmus múltja és jelene)
- Őrszem a Hargitán. Versek; sajtó alá rend. Pellion Ervin; Fraternitas Ny., Marosvásárhely–Kolozsvár, 1942